# Pierre Poivre

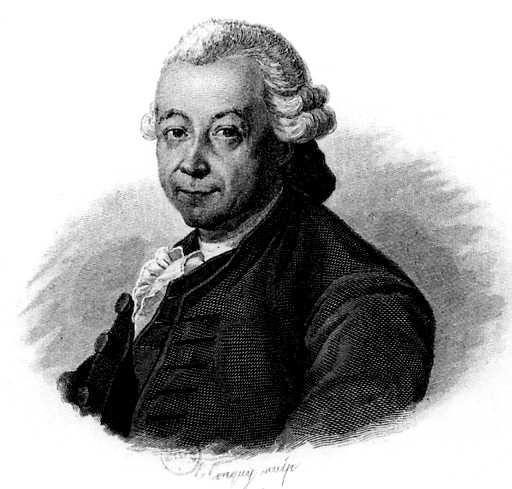
Lithographie von E. Conguy (19. Jahrhundert)

Pierre Poivre (* 23. August 1719 in Lyon; † 6. Januar 1786 in Saint-Romain-au-Mont-d’Or) war ein französischer Aufklärer (mit der Spezialität der Physiokratie) und Gartenbaufachmann, Gewürzhändler, Gewürzpflanzer. Er war zunächst Missionar in China und Cochinchina. Auch bekannt als eingesetzter Intendant von Mauritius und Réunion, Mitglied der Académie des sciences in Lyon und Paris und Angehöriger des Ordens vom heiligen Geist (Ordre du Saint-Esprit).

## Leben und Wirken
Pierre Poivre und sein Bruder, Denis Poivre, waren die Söhne des Tuchhändlers Hilaire Poivre (1671–1739) aus Lyon und seiner Ehefrau Marie Pompallier (1699–1770). Der Großvater väterlicherseits, Gabriel Poivre (* 1644), und seine Ehefrau Marie Greney hatten zwei Söhne, Hilaire Poivre und Jean Poivre (1673–1740), aus dessen Linie Pierre Sonnerat entstammt.

### Missionar in Cochinchina und in China
Pierre Poivre besuchte die Schule der Missionnaires de Saint-Joseph in Croix-Rousse (Lyon), danach das Priesterseminar der Pariser Mission. Er ließ sich jedoch nicht zum Priester weihen.
1741 reiste er als Missionar in die Chinamission aus. Er war in Cochinchina, Guangzhou und Macau tätig. 1745 reiste er als Mitglied der Französischen Ostindienkompanie nach Indien und wurde unterwegs in eine Seeschlacht mit den Briten verwickelt. Eine Kanonenkugel zertrümmerte sein Handgelenk; daraufhin musste ein Teil seines rechten Arms amputiert werden. Er geriet in britische Gefangenschaft.

### Forschungsreisender und Botaniker
In Batavia, dem Handelszentrum von Niederländisch-Indien, wurde er freigelassen. Durch den dortigen Gewürzhandel fand er seine Leidenschaft: die Welt der Gewürze. 1746 reiste er nach Pondicherry, der Hauptstadt von Französisch-Indien. Nach einem Schiffbruch nahm ihn ein niederländisches Schiff auf, das wiederum von britischen Schiffen aufgebracht wurde. So geriet Poivre erneut in britische Gefangenschaft und wurde nach Guernsey verbracht.
Nach seiner Freilassung reiste Poivre 1753 nach Mauritius. Er versuchte – zunächst vergeblich – dort Muskatnussbäume anzupflanzen. Auf der Rückreise nach Frankreich 1756 wurde sein Schiff von britischen Schiffen gekapert. So geriet er zum dritten Mal in britische Gefangenschaft, die er diesmal in Cork verbrachte. Im April 1757 wurde er freigelassen.
Nach seiner abermaligen Freilassung begann Poivre die Ergebnisse seiner botanischen Erkundungen zu veröffentlichen. Wissenschaftler wurden auf ihn aufmerksam. Er wurde in die Académie des sciences, belles-lettres et arts de Lyon aufgenommen. Seit 1754 war er auf Vorschlag von René-Antoine Ferchault de Réaumur korrespondierendes Mitglied der Académie des sciences in Paris. Er befasste sich eingehend mit politischen und wirtschaftlichen Fragen, insbesondere des internationalen Handels.

### Intendant der Île de France und der Île Bourbon
1766 wurde Poivre zum Intendanten der Île de France (Mauritius) und der Île Bourbon (Réunion) im Indischen Ozean ernannt. Ihm gelang schließlich die Einführung von Gewürznelke und Muskatnuss auf Mauritius und Réunion. Bis dahin hatten die Niederländer ein Quasi-Monopol für diese Gewürze in Ostindien. Um die Gewürze zu beschaffen, organisierte Poivre zwischen 1769 und 1770 den Raub und Schmuggel dieser Pflanzen und ihrer Samen von den Banda-Inseln in den Südlichen Molukken. Poivre war auch verantwortlich für die Einführung dieser Gewürzpflanzen auf den Seychellen.
Im nördlichen Mauritius gründete Poivre den heute Sir Seewoosagur Ramgoolam Botanical Garden genannten Botanischen Garten mit 25 Hektar Fläche und tropischen Pflanzen und Bäumen aus Afrika, Asien, Nord- und Südamerika sowie von Inseln des Indischen Ozeans.

### Familie
Am 5. September 1766 heiratete Poivre in Pommiers Marie Françoise Robin de Livet (1749–1841). Dieser Verbindung entstammten Marie Poivre (1768–1787), François Julienne Ile-de-France Poivre (1770–1845) und Sarah Poivre (1773–1814). Nach dem Tode von Poivre heiratete seine Witwe im Jahre 1795 Pierre Samuel du Pont de Nemours.

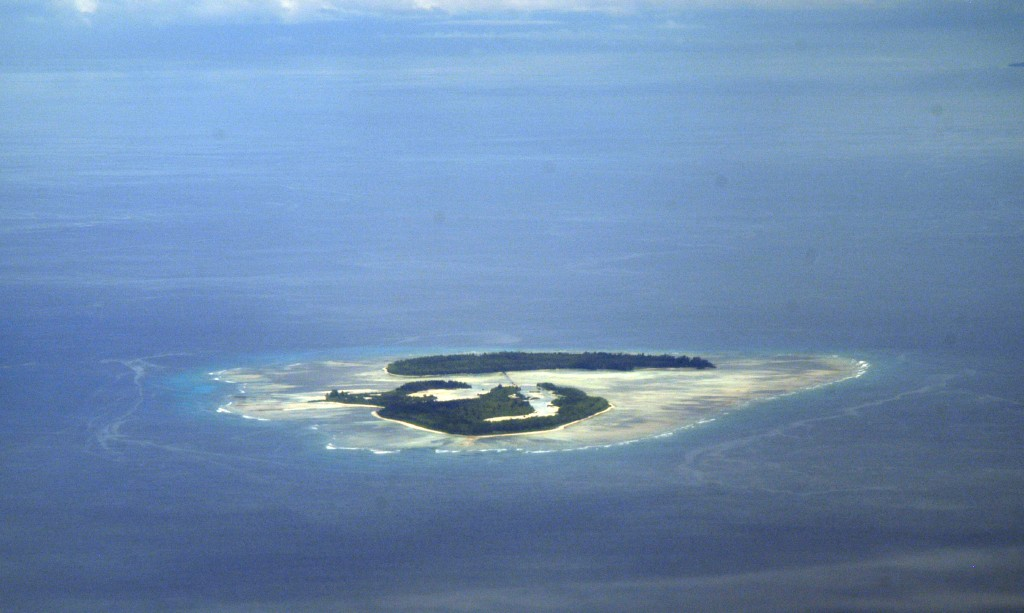
Ursprünglich L’Heure du Berger, von Chevalier de la Biollière, Kommandanten der L’Etolle du Matin, 1771 umbenannt zu Poivre-Atoll.

## Ehrungen
Das Poivre-Atoll (Amiranten) ist nach ihm benannt.

## Rezeption
Poivres Buch Die Abenteuer eines Philosophen wurde mit Interesse von Thomas Jefferson gelesen. Vor allem seine Beschreibung der Kultivierung von Bergreis in Vietnam fand Jeffersons Aufmerksamkeit.
Durch eine neue Ausgabe seines Buches Voyages d’un philosophe (1768) auf Deutsch im Jahr 1997 fanden Pierre Poivres Leben und Wirken neue Aufmerksamkeit. Sein Buch ist eine Mischung aus Reisebericht und politisch-ökonomischen Überlegungen. Unter anderem unterzieht er Montesquieus Theorie der „orientalischen Despotie“ einer empirischen Kritik. Poivre war einer der letzten europäischen Autoren damaliger Zeit, die nicht schon mit der festen Überzeugung europäischer Überlegenheit über den Rest der Welt nach Asien kamen.

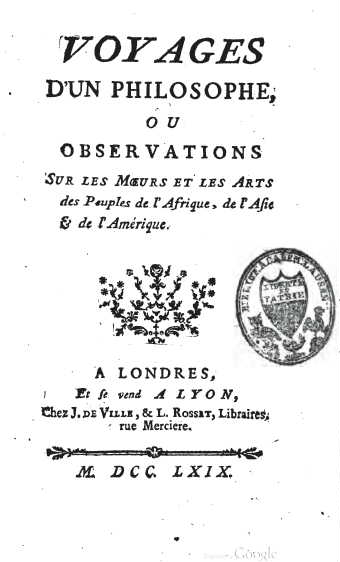
Titelblatt von Voyages d’un philosophe ou observations sur les mœurs et les arts des peuples de l’Afrique, de l’Asie et de l’Amérique, Nachdruck 1769

## Schriften (Auswahl)
- Voyages d’un philosophe, ou observations sur les moeurs et les arts des peuples de l’Afrique, de l’Asie et de l’Amérique. Yverdon 1768 (Digitalisat).
  - Reisen eines Philosophen 1768. Eingeleitet, übersetzt und erläutert von Jürgen Osterhammel (= Fremde Kulturen in alten Berichten Band 4). Thorbecke, Sigmaringen 1997, ISBN 3-7995-0602-0.
- Oeuvres complettes de P. Poivre: intendant des isles de France et de Bourbon, correspondant de l’accademie des science, etc: précédées de sa vie et accompagnées de notes. Fuchs, Paris 1797 (Digitalisat).